# 荷西·克魯茲
荷西·克魯茲·迪蘭（西班牙語：José Cruz Dilan，1947年8月8日—），綽號「Cheo」，為前美國職棒大聯盟的外野手，生涯曾效力於紅雀、太空人與洋基等隊。
克魯茲最著名的就是他幫助太空人在1980年打進隊史首次的季後賽。他生一兩度入選明星賽，6次打擊率超過3成，並拿下兩座銀棒獎。他在太空人敲出1937支安打也一度是隊史紀錄，後來才被克雷格·比吉歐超越。另外，他也兩度被提名為羅伯托·克萊門特獎的候選人。克魯茲在太空人敲出80支三壘安打，至今仍是隊史紀錄。
克魯茲家族在波多黎各是非常著名的大聯盟家族，他的弟弟湯米·克魯茲和Héctor Cruz都是大聯盟選手。他的兒子小荷西也是大聯盟的外野手，目前在萊斯大學的棒球隊擔任教練。

## 職業生涯
1970年9月，克魯茲登上大聯盟。該年他出賽6場比賽，敲出6支安打。隔年他的打擊率為2成74，並敲出9轟與80支安打。
1972年，克魯茲成為紅雀的先發主力中外野手。整季他的打擊率為2成35，並敲出78支安打與23分打點。隔年，他的打擊率為2成27，並打回57分打點。1974年，他繳出2成61的打擊率，並在球季結束後被交易到太空人。
1974年球季結束後，球隊把Lee May交易到金鶯隊。左外野手Bob Watson移防一壘，克魯茲也成為新的左外野手。1975年開幕戰，克魯茲就敲出3支安打，包含致勝的3分砲。整季他的打擊率為2成57，並敲出81支安打。克魯茲在生涯前五季的保送都比三振還多。
1980年，克魯茲迎來第一個生涯年。整季他的打擊率高達3成02，並首度入選明星賽。球隊也在這年的國聯西區加賽中打敗道奇隊，隊史首次打進季後賽。 太空人在國聯冠軍賽和費城人連續4場打到延長賽，最終太空人2勝3敗遭到淘汰。不過克魯茲在整個季後賽的打擊率高達4成，並打回4分打點。
1981年，克魯茲的打擊率為2成67，並敲出109支安打與55分打點，在MVP票選上拿下第14名。1981年國聯分區賽，克魯茲的打擊率為3成，並敲出6支安打。但太空人贏下兩場比賽後連輸三場遭到淘汰。
1984年，克魯茲繳出3成12的打擊率，並敲出187支安打與95分打點。他在MVP票選上拿下第八名，並連莊銀棒獎。1986年，太空人再度打進季後賽。但這次克魯茲只繳出1成92的打擊率。1987年，克魯茲繳出2成41的打擊率，並敲出88支安打與38分打點。
1988年，40歲的克魯茲加盟洋基。他在洋基的打擊率只有2成，並打回7分打點。最後他在7月22日遭到釋出。
他在太空人出賽1870場比賽，在2001年以前都是隊史紀錄。另外他敲出80支三壘安打，至今仍是隊史紀錄。

## 退休之後

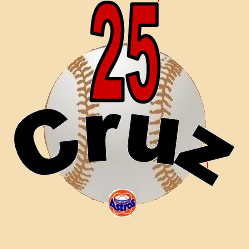
1992年，太空人隊將克魯茲的25號球衣退休。

1992年10月3日，太空人將麥克·史考特的33號和克魯茲的25號球衣一起退休。2003年，他入選德州棒球名人堂。2018年，聖路易郵報曾發表一篇文章，說克魯茲在紅雀的WAR值比名人堂選手泰德·西蒙斯、盧·布羅克和迪齊·汀恩都還要高。
1997年到2009年間，克魯茲在太空人擔任一壘指導教練。2006年，他同意擔任波多黎各棒球隊的教練，並參加世界棒球經典賽。
2019年8月，克魯茲入選太空人名人堂。

## 生涯打擊成績
| 出賽次數 | 打席 | 打數 | 得分 | 安打 | 二安 | 三安 | 全壘打 | 打點 | 盜壘 | 保送 | 三振 | 打擊率 | 上壘率 | 長打率 | OPS  |
| -------- | ---- | ---- | ---- | ---- | ---- | ---- | ------ | ---- | ---- | ---- | ---- | ------ | ------ | ------ | ---- |
| 2353     | 8931 | 7917 | 1036 | 2251 | 391  | 94   | 165    | 1077 | 317  | 898  | 1031 | .284   | .354   | .420   | .774 |

## 外部連結
- 球員資訊和成績在MLB，ESPN，Baseball-Reference，Fangraphs（英文）
- 荷西·克魯茲在台灣棒球維基館上的頁面（繁體中文）